# 印度洋裸頰鯛
印度洋裸頰鯛，又稱印度洋龍占，為輻鰭魚綱鱸形目鱸亞目龍占魚科的其中一種，分布於西印度洋區，從東非至斯里蘭卡海域，棲息深度可達150公尺，本魚身體的顏色是棕褐色或淺黃色，頭是棕色，魚鰭白色或微黃，背鰭的邊緣微紅或微黃，背鰭硬棘10枚;背鰭軟條9枚;臀鰭硬棘3枚;臀鰭軟條8枚，體長可達60公分，棲息在岩岸礁石區，屬肉食性，可作為食用魚。

## 擴展閱讀
1. ↑  Al Abdali, F.S.H.; Al Buwaiqi, B.; Al Kindi, A.S.M.; Ambuali, A.; Borsa, P.; Carpenter, K.E.; Russell, B. & Govender, A. . The IUCN Red List of Threatened Species. 2019: e.T16719989A16722320  [29 November 2023]. doi:10.2305/IUCN.UK.2019-2.RLTS.T16719989A16722320.en .

 維基物種上的相關：印度洋裸頰鯛